# سیارک ۸۵۱۷۹
سیارک ۸۵۱۷۹ (به انگلیسی: 85179 Meistereckhart، نامگذاری:1990TS11) هشتاد و پنج هزار و صد و هفتاد و نهمین سیارک کشف شده‌است که در ۱۱ اکتبر ۱۹۹۰ کشف شد.